# Kanton Besançon-6
Kanton Besançon-6 (francouzsky Canton de Besançon-6) je francouzský kanton v departementu Doubs v regionu Burgundsko-Franche-Comté. Tvoří ho 12 obcí. Zřízen byl po reformě kantonů 2014.

## Obce kantonu
- Besançon (část)
- Beure
- Boussières
- Busy
- Larnod
- Montferrand-le-Château
- Osselle-Routelle
- Pugey
- Thoraise
- Torpes
- Vorges-les-Pins